# Nekagenet Crippa
Nekagenet Crippa (Dessiè, 16 settembre 1994) è un mezzofondista italiano, di origini etiopi.

## Progressione

### 5000 metri piani
| Stagione | Tempo    | Luogo                  | Data      | Rank. Mond. |
| -------- | -------- | ---------------------- | --------- | ----------- |
| 2019     | 14'00"87 | Trieste                | 14-9-2019 |             |
| 2018     | 14'17"81 | Brugnera               | 1-9-2018  |             |
| 2017     | 14'45"29 | San Biagio di Callalta | 21-5-2017 |             |
| 2016     | 14'58"41 | Agordo                 | 22-5-2016 |             |
| 2015     | 15'00"59 | Udine                  | 10-5-2015 |             |
| 2014     | 14'44"52 | Rodengo Saiano         | 3-9-2014  |             |
| 2013     | 14'57"42 | Rieti                  | 15-6-2013 |             |
| 2012     | 15'19"64 | Misano Adriatico       | 15-6-2012 |             |

### 10000 metri piani
| Stagione | Tempo    | Luogo          | Data      | Rank. Mond. |
| -------- | -------- | -------------- | --------- | ----------- |
| 2023     | 28'16"96 | Londra         | 20-5-2023 |             |
| 2021     | 27'51"93 | Birmingham     | 5-6-2021  |             |
| 2019     | 29'24"47 | Monselice      | 18-5-2019 |             |
| 2016     | 29'56"23 | Castelporziano | 14-5-2016 |             |
| 2014     | 30'37"13 | Ferrara        | 17-5-2014 |             |
| 2013     | 31'09"65 | Rovereto       | 28-5-2013 |             |

### 10km su strada
| Stagione | Tempo  | Luogo        | Data       | Rank. Mond. |
| -------- | ------ | ------------ | ---------- | ----------- |
| 2023     | 28'45" | Lilla        | 18-11-2023 |             |
| 2022     | 29'23" | Roma         | 1-11-2022  |             |
| 2021     | 29'15" | Telese Terme | 20-6-2021  |             |
| 2019     | 29'39" | Canelli      | 8-9-2019   |             |
| 2018     | 29'59" | Trento       | 6-10-2018  |             |
| 2017     | 30'59" | Telese Terme | 18-6-2017  |             |
| 2016     | 30'45" | Foligno      | 10-9-2016  |             |
| 2015     | 30'09" | Muggia       | 26-4-2015  |             |
| 2013     | 31'08" | Trento       | 12-10-2013 |             |
| 2012     | 32'29" | Trento       | 13-10-2012 |             |

### Mezza maratona
| Stagione | Tempo    | Luogo    | Data       | Rank. Mond. |
| -------- | -------- | -------- | ---------- | ----------- |
| 2023     | 1h02"38  | Siviglia | 29-1-2023  |             |
| 2022     | 1h02'01" | Berlino  | 3-4-2022   |             |
| 2020     | 1h03'23" | Verona   | 16-2-2020  |             |
| 2019     | 1h05'14" | Palermo  | 20-10-2019 |             |
| 2017     | 1h06'21" | Lucca    | 7-5-2018   |             |
| 2016     | 1h06'43" | Cremona  | 16-10-2016 |             |
| 2014     | 1h05'31" | Cremona  | 19-10-2014 |             |
| 2013     | 1h08'21" | Cremona  | 20-10-2013 |             |

### Maratona
| Stagione | Tempo    | Luogo    | Data      | Rank. Mond. |
| -------- | -------- | -------- | --------- | ----------- |
| 2023     | 2h07"35  | Valencia | 3-12-2023 |             |
| 2017     | 2h21'17" | Verbania | 6-11-2017 |             |

## Palmarès
| Anno | Manifestazione                | Sede                | Evento         | Risultato | Prestazione | Note  |
| ---- | ----------------------------- | ------------------- | -------------- | --------- | ----------- | ----- |
| 2012 | Mondiali di corsa in montagna | Temù-Ponte di Legno | Corsa U20      | 5°        | 44'05"      |       |
| 2012 | Mondiali di corsa in montagna | Temù-Ponte di Legno | A squadre      | Bronzo    | 30 p.       |       |
| 2012 | Europei di cross              | Szentendre          | Corsa U20      | 41º       | 19'43"      |       |
| 2012 | Europei di cross              | Szentendre          | A squadre      | 6º        | 114 p.      |       |
| 2013 | Mondiali di cross             | Bydgoszcz           | Corsa U20      | 71º       | 24'04"      |       |
| 2013 | Mondiali di cross             | Bydgoszcz           | A squadre      | 6º        | 164 p.      |       |
| 2013 | Europei U20                   | Rieti               | 10000 m piani  | dnf       | dnf         |       |
| 2013 | Mondiali di corsa in montagna | Krynica-Zdrój       | Corsa U20      | Oro       | 38'58"      |       |
| 2013 | Mondiali di corsa in montagna | Krynica-Zdrój       | A squadre      | Argento   | 29 p.       |       |
| 2013 | Europei di cross              | Belgrado            | Corsa U20      | 25º       | 18'40"      |       |
| 2013 | Europei di cross              | Belgrado            | A squadre      | Bronzo    | 55 p.       |       |
| 2014 | Europei di cross              | Samokov             | Corsa U23      | dnf       | dnf         |       |
| 2014 | Europei di cross              | Samokov             | A squadre      | nm        | nm          |       |
| 2015 | Europei di cross              | Hyères              | Corsa U23      | 34º       | 24'25"      |       |
| 2015 | Europei di cross              | Hyères              | A squadre      | 4º        | 77 p.       | [ 1 ] |
| 2016 | Mediterranei U23              | Tunisi              | 10000 m piani  | dnf       | dnf         |       |
| 2018 | Europei di cross              | Tilburg             | Corsa Seniores | 20º       | 29'47"      |       |
| 2018 | Europei di cross              | Tilburg             | A squadre      | Bronzo    | 37 p.       |       |
| 2019 | Europei di cross              | Lisbona             | Corsa Seniores | 41º       | 32'00"      |       |
| 2019 | Europei di cross              | Lisbona             | A squadre      | 9º        | 85 p.       |       |
| 2020 | Mondiali di mezza maratona    | Gdynia              | Individuale    | dnf       | dnf         |       |
| 2020 | Mondiali di mezza maratona    | Gdynia              | A squadre      | 9º        | 3h05'49"    |       |
| 2022 | Europei di cross              | Venaria Reale       | Corsa seniores | 22º       | 30'40"      |       |
| 2022 | Europei di cross              | Venaria Reale       | A squadre      | Argento   | 25 p.       |       |

## Campionati nazionali
2010
- 8º ai campionati italiani allievi, 3000 m piani - 8'58"54
- Argento ai campionati italiani allievi di corsa campestre - 17'00"

2011
- 6º nella finale 2 dei campionati italiani allievi, 3000 m piani - 8'55"17
- 5º ai campionati italiani allievi di corsa campestre - 16'30"

2012
- 8º ai campionati italiani juniores, 5000 m piani - 15'19"64

2013
- 4º ai campionati italiani juniores, 5000 m piani - 14'57"42
- Bronzo ai campionati italiani juniores di corsa campestre - 23'45"

2014
- 8º ai campionati italiani promesse indoor, 3000 m piani - 8'36"93

2016
- Oro ai campionati italiani promesse, 10000 m piani (Castelporziano) - 29'56'23"
- 13º ai campionati italiani assoluti, 10000 m piani (Castelporziano) - 29'56'23"
- 5º ai campionati italiani promesse di 10km su strada (Foligno) - 30'45"
- 23º ai campionati italiani assoluti di 10km su strada (Foligno) - 30'45"

2019
- Argento ai campionati italiani assoluti, 10000 m piani (Monselice) - 29'24'47"
- 5º ai campionati italiani assoluti di 10km su strada (Canelli) - 29'39"
- Oro ai campionati italiani assoluti di maratonina (Palermo) - 1h05'14"

2020
- Argento ai campionati italiani assoluti di maratonina (Verona) - 1h03'23"

2021
- Bronzo ai campionati italiani assoluti di 10000 m piani (Molfetta) - 28'53'34"

2023
- 5º ai campionati italiani assoluti, 10000 m piani (Brescia) - 29'08"82
- Oro ai campionati italiani assoluti di maratonina (Telese Terme) - 1h02'40"

2024
- Argento ai campionati italiani di maratonina - 1h03'07"

## Altre competizioni internazionali
2012
- 25º al Giro al Sas ( Trento), 10 km - 32'29"

2013
- 20º al Giro al Sas ( Trento), 10 km - 31'08"

2015
- 19º al Giro al Sas ( Trento), 10 km - 31'25"

2016
- 18° al Giro al Sas ( Trento), 10km - 31'17"

2018
- 10° al Giro al Sas ( Trento), 10km - 29'59"

2019
- 6° al Giro al Sas ( Trento), 10km - 29'49"

2021
- 9° in Coppa Europa dei 10000 metri ( Birmingham) - 27'51"93 [2]

2022
- 14° alla Mezza Maratona di Berlino ( Berlino) - 1h02'01"
- 12° al Giro al Sas ( Trento) - 30'03"
- 10° alla BOclassic  Bolzano), 10km - 29'45"

2023
- 5° alla Cinque Mulini ( San Vittore Olona) - 29'47"
- Argento al Cross della Vallagarina ( Villa Lagarina) - 27'47"
- 6° alla Maratona di Roma ( Roma) - 2h12"11
- Ritirato in Coppa Europa dei 10000 metri ( Pacè)[3]
- 21° alla Maratona di Valencia ( Valencia) - 2h07'35"
- 6º al Giro podistico internazionale di Castelbuono ( Castelbuono) - 35'28"

2024
- 9º alla Maratona di Rotterdam ( Rotterdam) - 2h09'41"
- 7º al Giro al Sas ( Trento) - 29'41"
- 11º alla Cinque Mulini ( San Vittore Olona) - 28'32"